# Trachelas ecudobus
Trachelas ecudobus là một loài nhện trong họ Trachelidae.
Loài này thuộc chi Trachelas. Trachelas ecudobus được Arthur Merton Chickering miêu tả năm 1972.